# Adônis
Adônis (português brasileiro) ou Adónis (português europeu) (em grego clássico: Ἄδωνις), nas mitologias fenícia e grega, era um jovem de grande beleza que nasceu das relações incestuosas que o rei Cíniras de Chipre manteve com a sua filha Mirra.
Adónis passou a despertar o amor de Perséfone e Afrodite. Mais tarde as duas deusas passaram a disputar a companhia do menino, e tiveram que submeter-se à sentença de Zeus. Este estipulou que ele passaria um terço do ano com cada uma delas, mas Adónis, que preferia Afrodite, permanecia com ela também o terço restante. Nasce desse mito a ideia do ciclo anual da vegetação, com a semente que permanece sob a terra por quatro meses.

## Adônis e as deusas
A deusa grega Afrodite, do amor e da beleza sensual, apaixonou-se por ele. No entanto, o deus Ares, da guerra, amante de Afrodite, ao saber da traição da deusa, decide atacar Adônis enviando um javali para matá-lo. O animal desferiu um golpe fatal na anca de Adônis, tendo o sangue que jorrou transformado-se numa flor de anêmona.
Afrodite, que corria por entre as selvas para socorrer o seu amante, feriu-se e o sangue que lhe escorria das feridas tingiu as rosas brancas de vermelho. Outra versão do mito conta que Afrodite transmutou o sangue do amado numa anêmona.
O jovem morto desceu então ao submundo, onde governava ao lado de Hades e sua esposa, a deusa Perséfone – a rainha do submundo, que também apaixonou-se por ele. Isso causou um grande desgosto em Afrodite, e as duas deusas tornaram-se rivais.
Inicialmente, Perséfone, compadecida pelo sofrimento de Afrodite, prometeu restituí-lo com uma condição: Adônis passaria seis meses no submundo com ela e outros seis meses na Terra com Afrodite. Cedo o acordo foi desrespeitado, o que provocou nova discussão entre as duas deusas, que só terminou com a intervenção de Zeus, que determinou que Adônis seria livre quatro meses do ano, passaria outros quatro com Afrodite e os restantes quatro com Perséfone.

## Divindade

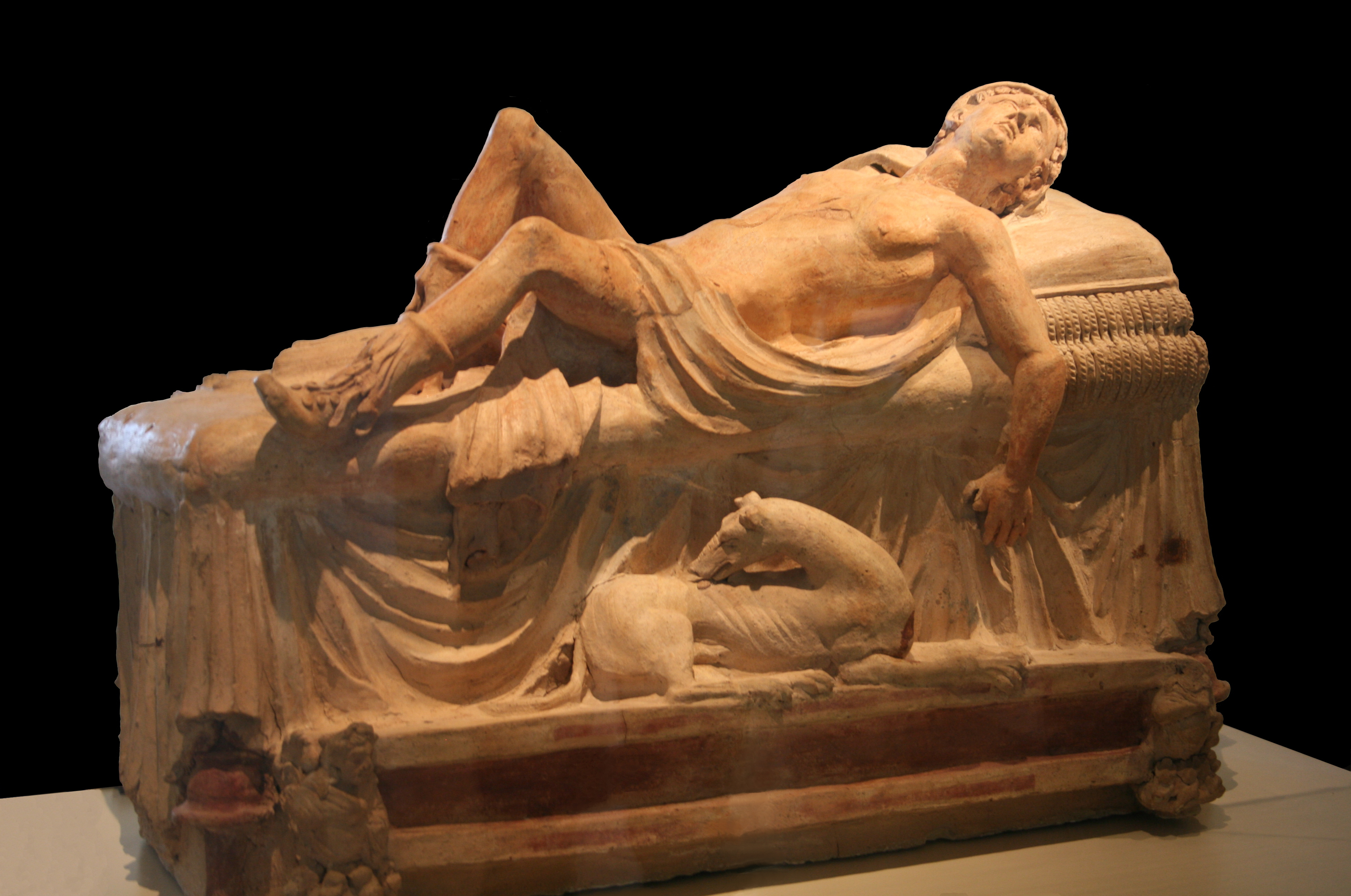
A morte de Adonis
Museus Vaticanos

Adônis tornou-se o símbolo da vegetação que morre no inverno (descendo ao submundo e juntando-se a Perséfone) e regressa à Terra na primavera (para juntar-se a Afrodite).
Deus oriental da vegetação, divindade ctônia (que cumpre o ciclo da semente).